# Paul Stevens (piloto de bobsleigh)
Francis Paul Stevens (Lake Placid, 16 de octubre de 1889-Schenectady, 17 de marzo de 1949) fue un deportista estadounidense que compitió en bobsleigh. Participó en los Juegos Olímpicos de Lake Placid 1932, obteniendo una medalla de plata en la prueba cuádruple.

## Palmarés internacional
| Juegos Olímpicos | Juegos Olímpicos             | Juegos Olímpicos | Juegos Olímpicos |
| Año              | Lugar                        | Medalla          | Prueba           |
| ---------------- | ---------------------------- | ---------------- | ---------------- |
| 1932             | Lake Placid (Estados Unidos) | Medalla de plata | Cuádruple        |